# Esofagografia

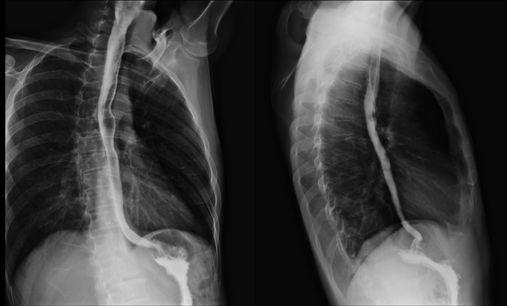
Esofagografia

Esofagografia  é um procedimento radiográfico comum do TGI (Trato Gastro Intestinal) alto envolvendo a administração de contraste.
Este procedimento radiográfico é comum para o exame da faringe e do esôfago, bem como problemas do trânsito intestinal. 
Utiliza-se um contraste radiopaco (sulfato de bário) ou, ocasionalmente, um contraste negativo ou radiotransparente.

## Objetivo
O objetivo da esofagografia é estudar radiograficamente a forma e a função da deglutição na faringe e no esôfago.

## Contra-indicações
Não há grandes contra-indicações para a esofagografia, exceto uma possível hipersensibilidade ao contraste usado. O radiologista deve determinar se o paciente tem uma história de sensibilidade ao bário ou ao contraste solúvel em água, caso este seja usado.

## Indicações
As indicações mais comuns para a esofagografia incluem:
- Comprometimento da mecânica da deglutição

- Refluxo esofágico

- Acalásia

- Anomalias anatômicas (incluindo corpo estranho)

- Esôfago de Barrett

- Carcinoma

- Disfagia

- Varizes de esôfago

- Divertículo de Zenker

...entre outros.